# Juglans pyriformis
Juglans pyriformis là một loài thực vật có hoa trong họ Juglandaceae. Loài này được Liebm. mô tả khoa học đầu tiên năm 1851.